# Amblyomma glauerti
Amblyomma glauerti (лат.) — вид клещей рода Amblyomma из семейства Ixodidae. Австралия: Северная Территория и Западная Австралия. Основными хозяевами на всех этапах развития являются вараны Varanus glebopalma. Нимфы были также найдены на Varanus glauerti. Вид был впервые описан в 1994 году зоологами Кейраном, Кингом и Шаррадом (Keirans, King & Sharrad, 1994).